# ديفيد غرينغر
ديفيد غرينغر (بالإنجليزية: David Granger)‏ هو متزلج جماعي أمريكي، ولد في 26 يناير 1903 في نيويورك في الولايات المتحدة، وتوفي بنفس المكان في 27 سبتمبر 2002.

## وصلات خارجية
- ديفيد غرينغر على موقع أوليمبيديا (الإنجليزية)